# Nahuel
Nahuel (Carro de combate medio Nahuel D.L.43) — аргентинський середній танк періоду Другої світової війни.

## Історія виникнення
На озброєнні аргентинської армії танки з'явились в другій половині 30-х років. В 1937 році у Великій Британії було закуплено декілька легких танків Vickers-Carden-Loyd mod. 1934. Ці машини використовувалися головним чином у навчальних цілях. Повноцінними бойовими танками мали стати чехословацькі LT vz.38, перемовини про поставку яких велись дуже інтенсивно. Планувалося закупити 160 машин, але Мюнхенський пакт і окупація Чехії зірвали домовленість. А початок Другої світової війни взагалі похоронила плани аргентинських військових на закупки озброєння за кордоном. Справа була в тому, що правляча верхівка країни симпатизувала гітлерівській Німеччині і країни, що воювали з нацизмом, в першу чергу США, ввели ембарго на поставку в Аргентину озброєння, що змусило останніх розвивати власне танкобудування.
По закінченні Другої світової війни ембарго з Аргентини було знято і розпочались поставки американської та англійської бойової техніки, після чого потреба у виробництві власного танку відпала.

## Розробка
В 1942 році підполковник Альфредо Баісі спроектував середній танк D.L.43, що отримав назву Nahuel («Ягуар» — в перекладі з мови індійців араукана). Роботи над аргентинським танком йшли швидко, вже за 45 днів було виготовлено дерев'яний макет в натуральну величину. В основу машини було покладено конструктивні рішення, використані на американських середніх танках. Танк розроблявся на основі американського танка M4 Sherman з використанням вузлів і агрегатів імпортного виробництва. Вперше Nahuel було продемонстровано 4 липня 1944 року під час виставки напередодні Дня незалежності. 9 липня 1944 року  — 10 танків взяли участь в традиційному військовому параді на вулиці Avenida del Libertador в Буенос-Айресі. В 1950 році в аргентинській армії експлуатувалось 13 танків Nahuel. Останній з них було списано в 1962 році.

## Виробництво
Серійне виробництво почалося в 1943 році, але продовжувалося недовго через обмежені можливості аргентинської промисловості. Серійно виготовлявся заводом «Arsenal Esteban de Luca» в Буенос-Айресі. В період 1943—1944 рр.. було виготовлено 16 одиниць.

## Конструкція і модифікації
Корпус — зварний, з катаних бронелистів, розміщених під нахилом. Башта — лита, конічної обтічної форми. в башті розміщено гармату і крупнокаліберний кулемет в шаровій установці. Ще три кулемети звичайного калібру встановлені в лобовому листі корпусу. Конструкція вузлів ходової частини запозичена у американського середнього танка M3 Lee.